# Chislaviči
Chislaviči (in russo Хиславичи?) è un insediamento di tipo urbano dell'oblast' di Smolensk, in Russia; è il centro amministrativo del distretto Chislavičskij.
Si trova sulla riva destra del fiume Sož (affluente del Dnepr), circa 70 km (in linea d'aria) a sud di Smolensk.